# تعافي شركات
تعافي الشركات هو مصطلح يطلق على عمليات الإنقاذ التي يقوم بها المحاسبون المحترفون والمدربون مهنيًّا على مساعدة إدارة الشركات في تمريض أو إسعاف الشركة من صعوبات التمويل وغيرها من الصعوبات المؤثرة في حالة الشركة.
عادة ما يتم تنفيذ هذا العمل بناءً على أوامر مديري الشركة وعادة ما يُنفذ من قبل الخبراء المرخص لهم بمعالجة حالات الإفلاس.